# Portoro

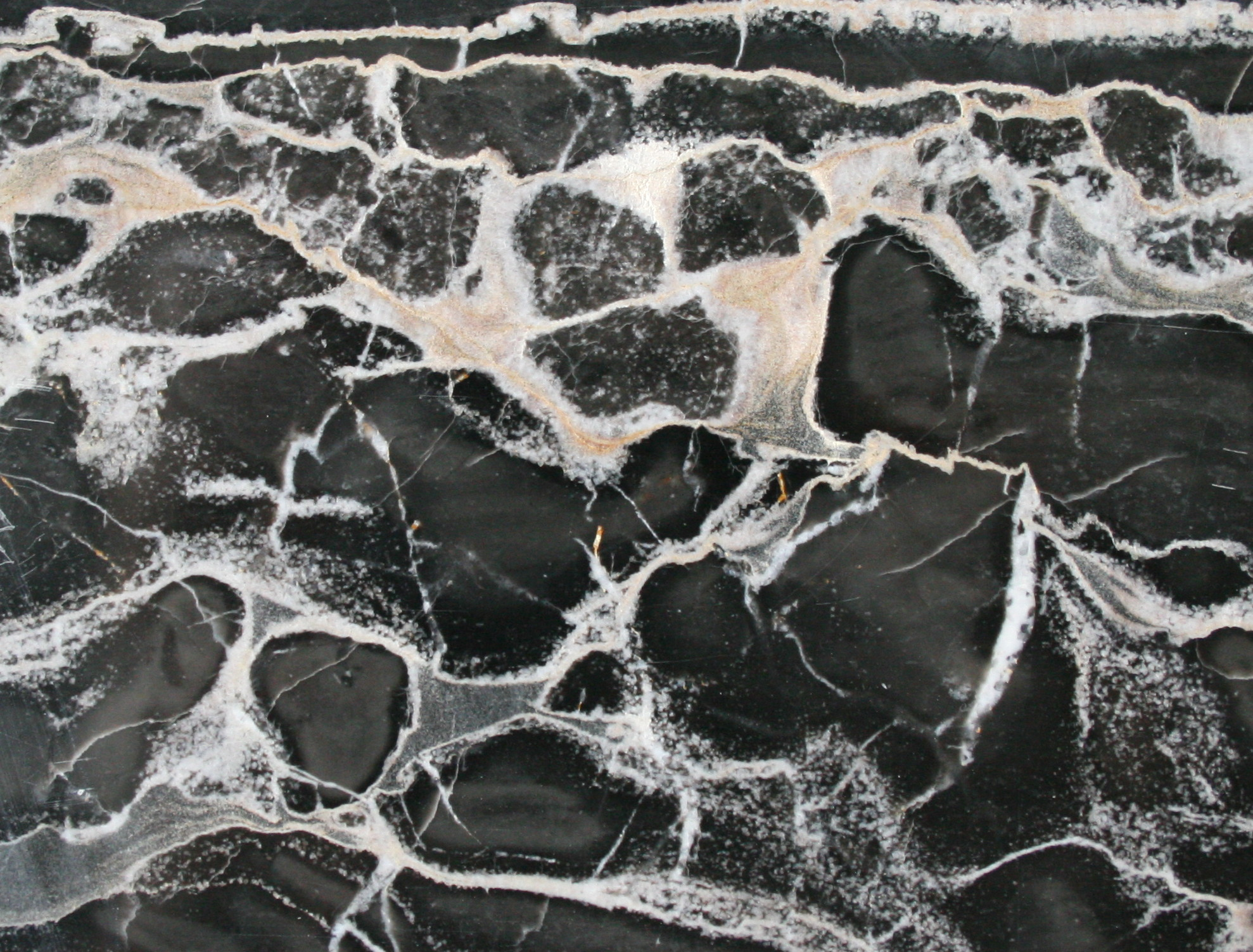

Il Portoro o Marmo di Portovenere è una pregiata varietà di calcare nero proveniente dalla zona occidentale del Golfo della Spezia, ma anche dalla parte orientale del Golfo dal Monte Caprione (Cave dei Branzi, Cave dei Merlon).
Il suo aspetto, assai pregevole e molto decorativo, ha fatto sì che in passato venisse largamente utilizzato come pietra ornamentale e commercializzato come marmo a tal punto da renderlo idoneo a realizzazioni artistiche e di pregio come vasi, colonne, lesene, balaustre, interni di chiese storiche e di palazzi di rappresentanza, rivestimenti, pavimentazioni e piani di mobili. Il colore è nero intenso e brillante con venature dorate o giallo senape, più raramente arancioni. 
Geologicamente si tratta di un calcare di epoca liassica con venature carbonatiche a limonite formatosi in un ambiente marino calmo, profondo, poco ossigenato e ricco di sostanza organica. Il colore nero si deve proprio alla ricchezza di sostanza organica mentre le striature dorate alla dolomitizzazione parziale della sostanza organica che si è ossidata. Oltre al colore, anche la struttura microcristallina dovuta ai processi dinamometamorfici contribuisce alla qualità di questa varietà di marmo classificabile fra quelli compatti, cristallini saccaroidi.
Il nome Portoro deriva dalla traduzione in italiano del termine francese porte d'or ("porta oro") con il quale veniva chiamato durante la dominazione francese. In origine veniva chiamato "misto giallo e nero", in seguito venne denominato "Giada di Portovenere". In inglese questa varietà di marmo è conosciuta come black and gold (nero e oro).

## Le cave
Il Portoro è un marmo che si rinviene solo in provincia della Spezia, in particolare nei comuni di Portovenere, La Spezia e Riccò del Golfo. 

La zona delle cave è raggiungibile percorrendo la strada che collega il centro abitato della Spezia con il promontorio di Portovenere e poi seguendo le vie che salgono sui versanti dei monti Castellana e Santa Croce. Altre cave sono situati sulle isole del Tino e Palmaria, situate di fronte a Portovenere. 
Altre ancora sono sopra Lerici, in località Monti Branzi nel promontorio del Carpione. Altri affioramenti sono evidenti nelle località di San Pietro, Monte Rocchetta, Monte Muzzerone, Monte Coregna, Monte Biassa e Monte Parodi. 
Si tratta di aree delicate dal punto di vista paesaggistico e naturalistico e pertanto la coltivazione delle cave deve essere effettuata con particolare attenzione: il numero attuale delle cave è molto limitato e, per evitare danni al paesaggio, i blocchi di marmo vengono ricavati al coperto, all'interno di grandi camere la cui volta è sostenuta da pilastri.

## La storia
Anticamente venivano estratti piccoli blocchi facili da staccare sfruttando i piani di sedimentazione usati poi nella costruzione delle abitazioni della zona di Portovenere. Non si conosce con precisione a quando risalga l'inizio dello sfruttamento razionale dei giacimenti di marmo Portoro, ma si presume già all'epoca romana. Nell'antica città di Luni, posta fra le provincie della Spezia e Massa Carrara, vennero usate lastre sagomate di questo marmo mentre dagli Etruschi sono arrivate fino a noi opere architettoniche contenenti lastre ed altre piccole parti realizzate in marmo di Portoro.
In epoca romana si fece largo uso del marmo Portoro nelle ville imperiali e probabilmente venne usato anche nella costruzione del tempio romano che sorgeva all'estremità del promontorio di Portovenere e sopra al quale è stata costruita in seguito la chiesa di San Pietro. Probabilmente al II secolo a.C. risale la grande strada del Cardo-Decumanus della città di Luni pavimentata con marmo Portoro; anche nell'anfiteatro di questa città, risalente al I secolo a.C., si possono vedere esempi dell'uso di questo marmo nelle mura perimetrali.
All'inizio del XII secolo il marmo di Portoro venne utilizzato dai Genovesi nella costruzione di un forte posto sul promontorio occidentale del Golfo della Spezia del quale sono visibili dei resti ben conservati. Largo uso di questo marmo affiancato ad altri marmi policromi venne fatto sempre dai Genovesi per costruire facciate, colonne portanti, cariatidi, archetti pensili e rivestimenti interni delle ville costruite lungo la riviera ligure.
In epoca rinascimentale ci fu un ritorno all'uso dei marmi in seguito alla riscoperta del gusto classico. Durante il regno di Cosimo I de' Medici vi fu un grande impulso alla ricerca ed all'estrazione di marmi policromi come il Giallo Siena, le Brecce Medicee ed il Portoro. Se ne trovano vari esempi in Italia ed Europa anche nel periodo Barocco. A Roma fu usato per gli interni (pavimenti ed altari) di varie chiese come per esempio San Pietro in Vincoli, San Silvestro in Capite, San Paolo fuori le mura, San Giovanni in Laterano, San Lorenzo fuori le mura, Santa Maria Maddalena in Campo Marzio, Santi Giovanni e Paolo, San Luigi dei Francesi.
La riscoperta delle antiche cave di marmo Portoro dell'isola di Palmaria avvenne nel 1600 ad opera del Morello che stipulò un contratto con i monaci Olivetani delle Grazie in base al quale gli era concesso di sfruttare qualunque tipo di marmo a fronte del pagamento di 13 soldi genovesi per ogni carrettata asportata dall'isola. 
Il marmo venne apprezzato in breve tempo ed utilizzato nelle chiese dei paraggi, in particolare quelle della Spezia, quelle dei padri Gesuiti di Palermo e di Genova, le colonne della casa dei Castagnola e la chiesa di San Siro. In seguito i monaci cercarono di disdire il contratto rendendosi conto del magro guadagno raccolto, ma la causa durò a lungo.
All'inizio del XVII secolo erano attivi tre diversi siti di estrazione: sul monte Caprione, nella parte orientale del golfo di Spezia, vicino alla chiesetta di San Lorenzo. Il materiale estratto era più vago e duro rispetto a quello cavato sul lato occidentale e secondo il Landinelli da qui deriva il marmo utilizzato nelle chiese delle monache di Santa Chiara e di Sant'Andrea a Sarzana e per le colonne delle chiese di Sant'Ambrogio e San Siro a Genova (Portoro del Caprione - Cave dei Branzi-Merlon).
Le cave del monte Caprione vennero abbandonate a metà XX secolo e rimasero attive solo due cave appartenenti ai Monaci Bianchi di monte Olivetano nel paese delle Grazie: una era quella antica sull'isola Palmaria, l'altra aperta nel paese delle Grazie sulle sponde di un torrente dalla quale vennero tratte le colonne della navata della chiesa delle  Grazie.
All'inizio del XIX secolo l'uso di questo marmo si diffuse anche al di fuori della Liguria in particolare in Francia, Belgio e Svizzera per abbellire palazzi e castelli come quelli di Versailles, Marly e Compiegne. 
Più tardi venne esportato anche negli Stati Uniti dove per esempio rivestì la sala di proiezione della Paramount.